# Piper albopunctatum
Piper albopunctatum är en pepparväxtart som beskrevs av C. Dc.. Piper albopunctatum ingår i släktet Piper och familjen pepparväxter. Inga underarter finns listade i Catalogue of Life.